# Nikolaus Gage
Nicolaus Gage auch Nikolaus Gage (* um 1625 in Lothringen; † nach 1675) war ein Wandergießer, wirksam vor allem als Glockengießer 1649–1675 in Westmecklenburg, Holstein, Dithmarschen und Lübeck. Ab 1658 ist er mit Wohnsitz in Lübeck nachgewiesen.

## Leben
Auf den Glocken Gages findet sich bis 1670 immer wieder der Hinweis auf seine Herkunft als Wandergießer „aus Lothringen“. Ab 1658 ist Gage mit Wohnsitz in Lübeck am Pferdemarkt nachgewiesen. Er war verheiratet mit Anna Maria und hatte zwei Söhne sowie zwei Töchter. Gage arbeitete von 1649 bis 1667 mit dem ebenfalls aus Lothringen stammenden Wandergießer Stephan Wollo († um 1670?) als Gesellschafter zusammen. Dieser ist im Jahr 1648 beim Guss einer Glocke für St. Nicolai in Neuenkirchen, heute Ortsteil von Bahrenfleth, noch an zweiter Stelle nach einem C. Gage genannt. Erster nachgewiesener gemeinsamer Guss einer Glocke von Stephan Wollo mit Nikolaus Gage ist der Guss einer Glocke für die Dorfkirche Schlagsdorf im Hochstift Ratzeburg. Beide gießen in der Folge gemeinsam bis 1667 24 dokumentierte Glocken und eine Fünte. Auf allen gemeinsamen Güssen wird Stephan Wollo an erster Stelle vor Nikolaus Gage genannt. Auch der römisch-katholische Stephan Wollo wurde in Lübeck ansässig und wohnte in der Hartengrube im Lübecker Domviertel. Die Gießereihäuser lagen in Lübeck seit dem 14. Jahrhundert im Nordwesten der Stadt, so dass es sich bei beiden Adressen um reine Wohnsitze gehandelt haben wird.
Die Schaffenszeit Gages fällt in die Blütezeit des vom Ratsgießhaus dominierten Erzgusses in Lübeck. Ratsgießer dieser Zeit waren Anton Wiese (1632–1656), dessen Sohn und Gehilfe Nikolaus Wiese (1657–1665) und Albert Benningk (1665–1696). Bereits Anton Wiese hatte neben Glocken eine erhebliche Produktion von Kanonen zu verzeichnen und die in Lübeck gegossenen Geschütze wurden unter Albert Benningk zu einem Lübecker Exportartikel, der in Nord- und Mitteleuropa Geltung hatte. Benningks barocke Prunkgeschütze finden sich heute noch in zahlreichen Museen Europas. Neben den privilegierten Ratsgießern waren in der Stadt noch andere Gießer tätig, die zum Teil in ihren Hausgießereien gossen, von denen einige in der Lübecker Altstadt dokumentiert sind. Zwischen diesen beiden Personengruppen bestand häufiger Streit, wenn es um Grenzbereiche der Privilegien der Ratsgießer oder eindeutige Eingriffe der anderen Gießer in die vom Rat den Ratsgießern zugestandenen Privilegien ging. Insofern ist zunächst festzuhalten, dass Gage sich im zweiten Jahr der Tätigkeit des Ratsgießers Nikolaus Wiese in Lübeck ansiedelte. Nicolaus Gage als Wandergießer wurde zwar in Lübeck ansässig, seine größeren Glockengüsse entstanden jedoch ausweislich etlicher Kirchenbücher auf den jeweiligen Kirchhöfen vor Ort und unter ausdrücklichem Hinweis auf seine lothringische Heimat. Erst die (heute verlorene) Glocke für die Dorfkirche Zarpen signiert er 1673 ausdrücklich als Lübecker Gießer mit „Nic. Gage avs Lvbeck me fecerunt“.
Auffallendes Motiv beider Gießer seit Wollos Mitwirkung an der Glocke für St. Nicolai in Neuenkirchen (1648) sind die in den Friesen ihrer Glocken immer wieder auftauchenden Pelikane auf dem Nest.

## Glocken
| Jahr | Ort                                                        | Name          | Gewicht in kg | Durchmesser in cm | Nominal | Bemerkung |
| ---- | ---------------------------------------------------------- | ------------- | ------------- | ----------------- | ------- | --- |
| 1649 | Schlagsdorf, Dorfkirche                                    | Große Glocke  | 1840          | 136, Höhe 117     |         | Von Stephan Wollo und Gage auf dem Schlagsdorfer Kirchhof gegossen. Beide gossen 1652 auch das Taufbecken. Die Glocke ist mit einem Fries geschmückt, der abwechselnd aus zwei sich zugekehrten Flusspferden mit Blumenvase zwischen sich und zwei sich zugekehrten Pelikanen auf dem Nest mit Jungen gebildet wird. |
| 1650 | Hamberge, Dorfkirche                                       |               |               |                   |         | Ausweislich der Inschrift von Wollo und Gage in Zarpen gegossen. Beim Turmbrand 1956 verloren? |
| 1653 | Diedrichshagen, Dorfkirche                                 |               |               |                   |         | M. STEPHANEVS WOILLO VND NIKOLAVS GAGE LOTRIN; „hübsche Renaissance-Verzierungen“ (Engelsköpfe, Blumen, Blätter, Ranken, Trauben) |
| 1653 | Wewelsfleth, Trinitatiskirche                              |               |               |                   |         | |
| 1653 | Rehna, Klosterkirche                                       |               |               | 133               |         | Kleine Bilder aller Art umgeben und durchbrechen die Inschrift (Pelikannest mit Jungen, Hippokampen, Vase mit Blumen), Bronzeguss gemeinsam mit Stephan Wollo. |
| 1656 | Groß Salitz, Dorfkirche                                    |               |               |                   |         | STEFFAN WOLLO VND NICOLAVS GAGE AVS LOTTERENG HABEN MICH GEGOSSEN mit Wappen der Familie von Lützow; Verloren, im Jahr 1879 durch E. Albrecht aus Wismar umgegossen. |
| 1656 | Ratzeburg, Petrikirche                                     |               |               |                   |         | |
| 1658 | Ratzeburg, Petrikirche                                     |               |               |                   |         | |
| 1661 | Genin, St. Georgskirche                                    | Predigtglocke | 672           | 1055, Höhe 86     | ges1    | Gemeinsam mit Stephan Wollo für die Kirche im Lübecker Domkapitelsdorf Genin, Bronzeguss mit Zierfriesen, Inschrift und Wappen. |
| 1661 | Itzehoe, ehem. St.-Nicolai-Kapelle, später Rathaus Itzehoe |               |               |                   |         | Die Nicolaikapelle in Itzehoe wurde 1875 abgebrochen. Die Glocke gelangte in diesem Zusammenhang Mitte der 2. Hälfte des 19. Jahrhunderts in das Rathaus der Stadt Itzehoe. |
| 1662 | Grube, Dorfkirche                                          |               |               |                   |         | |
| 1666 | Dömitz, Johanniskirche                                     |               |               | 114               |         | Verziert oben mit kleinen Bildeliefs (nackter Neptun mit Dreizack, Vase mit Blumen, sitzende Frauengestalt mit Blumen), darunter Inschrift, wonach die Glocke zwei Jahre nach dem Brand unter Herzog Christian Louis von Stefen Wollo und Niclaus Gage gegossen wurde. Darunter wieder Reliefbildchen (Pelikane auf dem Nest, Vasen mit Blumen sowie Hippokamp). Aus der Vorgängerkirche beim neugotischen Kirchenneubau 1869–72 übernommen. |
| 1666 | Dömitz, Johanniskirche                                     |               |               | 103               |         | Gleiche Inschrift wie die vorstehende große Glocke, aber kein Hinweis auf die Gießer. Friedrich Schlie deutet aufgrund dieses Umstands und des gleichen Jahrs des Gusses Zuschreibungsmöglichkeit an Wollo und Gage an. |
| 1666 | Grömitz, St. Nicolai                                       |               |               | 127               |         | |
| 1667 | Sülfeld, Dorfkirche                                        |               |               |                   |         | Bronzeguss gemeinsam mit Stephan Wollo; mit Zierfriesen, Umschrift und zwei Wappen. |
| 1670 | Lensahn, Katharinenkirche                                  |               |               | Höhe 90           |         | Bronzeguss von Nikolaus Gage „aus Luttoringen“; erster Alleinguss Gages (?). Zwei Zierfriese |
| 1671 | Heiligenstedten, St.-Marien-Kirche                         |               |               |                   |         | Alleinguss mit inschriftlicher Signatur „M. Nicolaus Gage“ – er bezeichnet sich (erstmals?) als Meister … |
| 1673 | Heiligenhafen, Stadtkirche                                 |               |               |                   |         | Nicolaus Gage (allein) |
| 1673 | Zarpen, Dorfkirche                                         |               |               |                   |         | „Nic. Gage avs Lvbeck me fecerunt“; verloren im 20. Jahrhundert |
| 1675 | Dänischenhagen, Dorfkirche                                 |               |               | Höhe 115          |         | Von Nikolaus Gage in Bronze gegossen, viele Zierfriese |

## Fünten

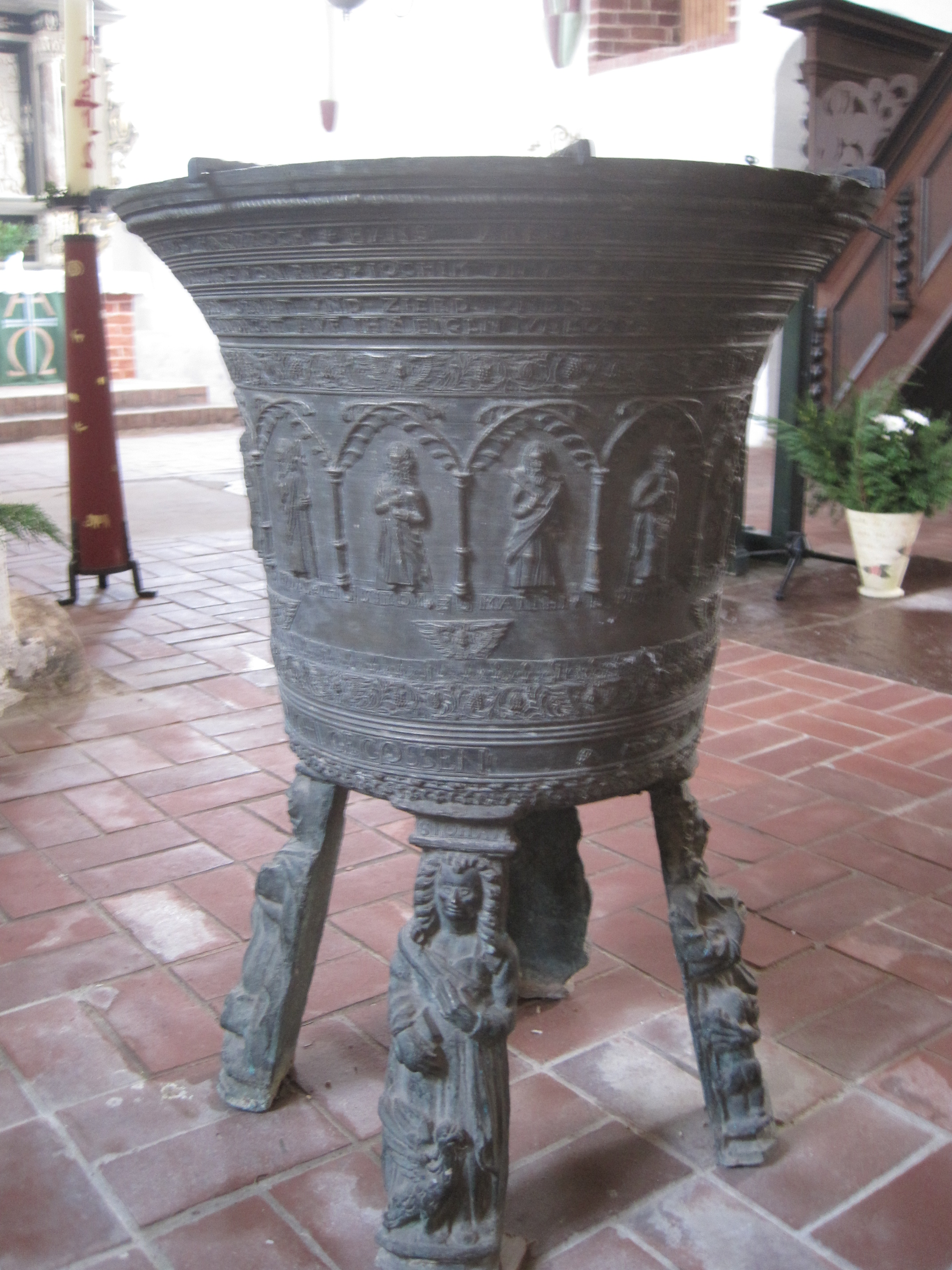
Bronzefünte (1652)

Die bronzene Tauffünte in der Dorfkirche von Schlagsdorf ist aus im Dreißigjährigen Krieg zerstörten Glocken 1652 nach gotischem Vorbild von Wollo und Gage neu gegossen worden. Sie gehört damit zu den spätesten Bronzefünten in Nordostdeutschland. Den von den vier Evangelisten getragenen Kessel zieren Halbreliefs der Zwölf Apostel zwischen Schrift- und Schmuckbändern. Gitter und Deckel, die früher dazugehörten, habe sich nicht erhalten.